# Leuchtturm Uostadvaris
Der Leuchtturm Uostadvaris (litauisch Uostadvario švyturys, deutsch Kuwertshof) ist ein Leuchtturm in Litauen. Er befindet sich im Memeldelta am Atamata-Südufer im Dorf Uostadvaris der Rajongemeinde Šilutė, Bezirk Klaipėda.

## Geschichte
Der Leuchtturm entstand 1873–1876, als das Memeldelta noch zum Deutschen Reich gehörte. Er hat die Form eines regelmäßigen Achtecks und  besteht aus rotem Backstein-Mauerwerk. Die Außenwand ist mit grün glasierten Ziegeln verziert. Im Inneren führt eine Wendeltreppe zum Laternenraum und zur Aussichtsplattform. Nebenan steht das Wohnhaus des Leuchtturmwächters. Das Leuchtfeuer wurde 1986 gelöscht und wird jetzt als technisches Denkmal nicht mehr zur Navigation genutzt.

## Galerie

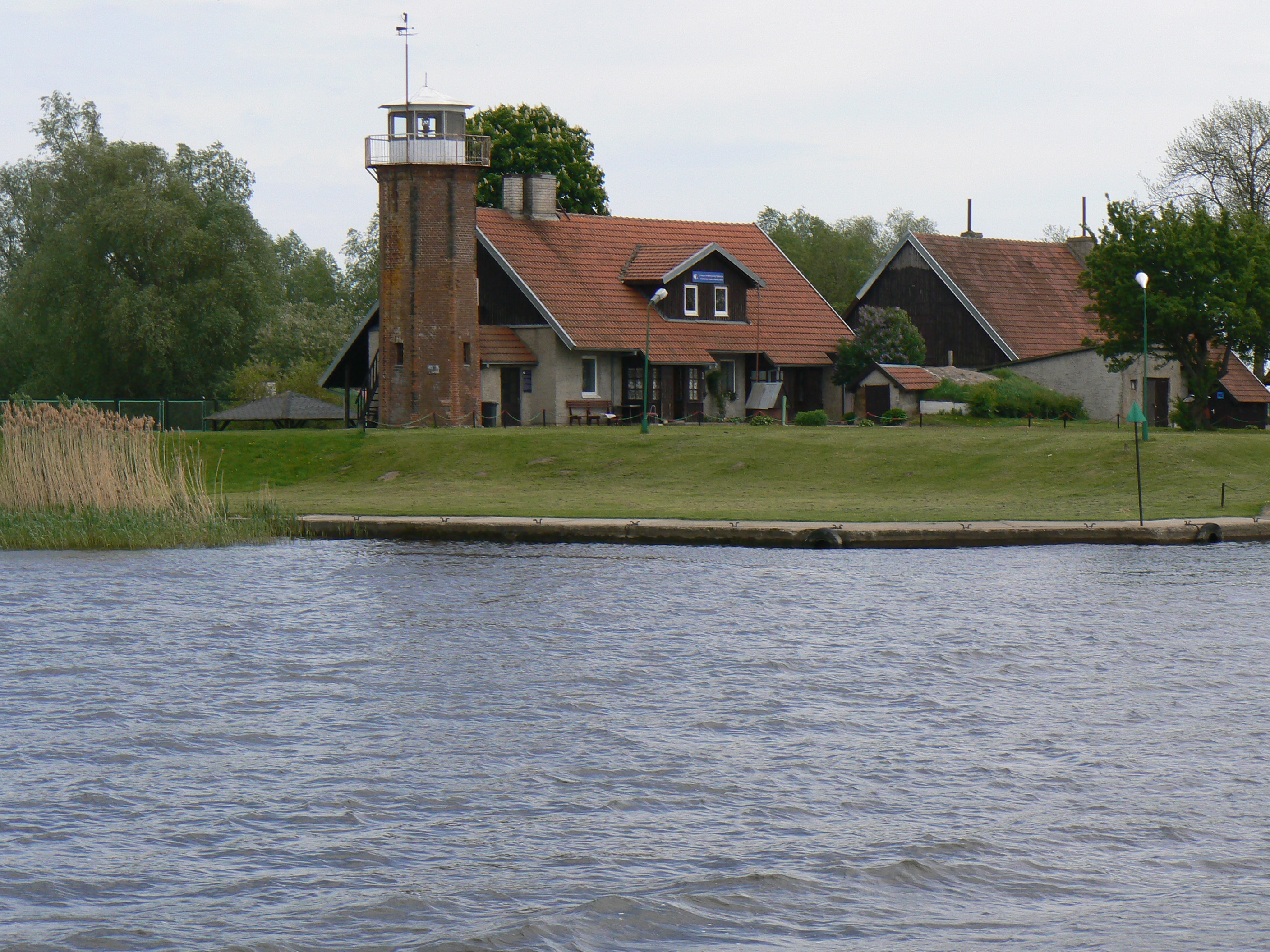
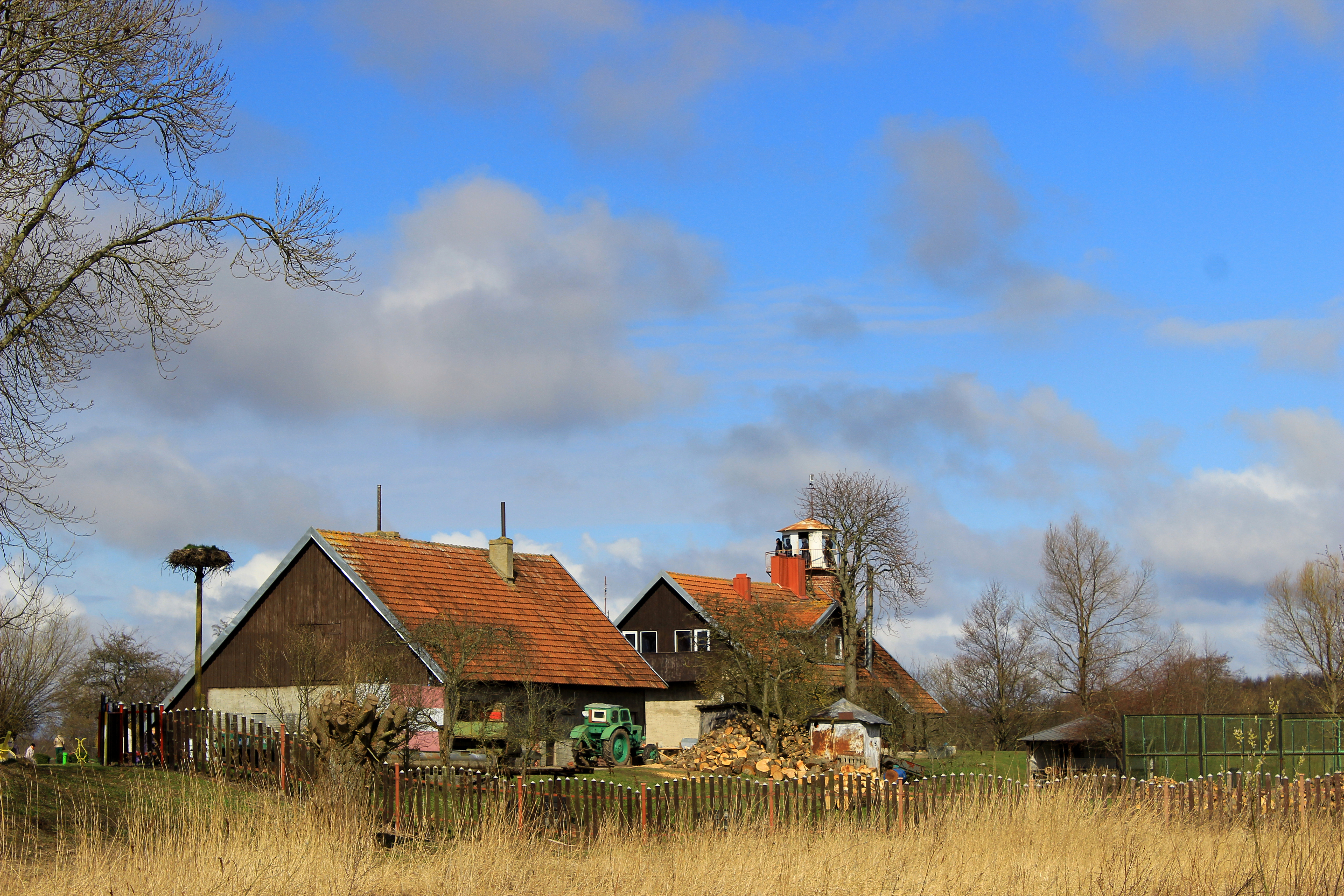
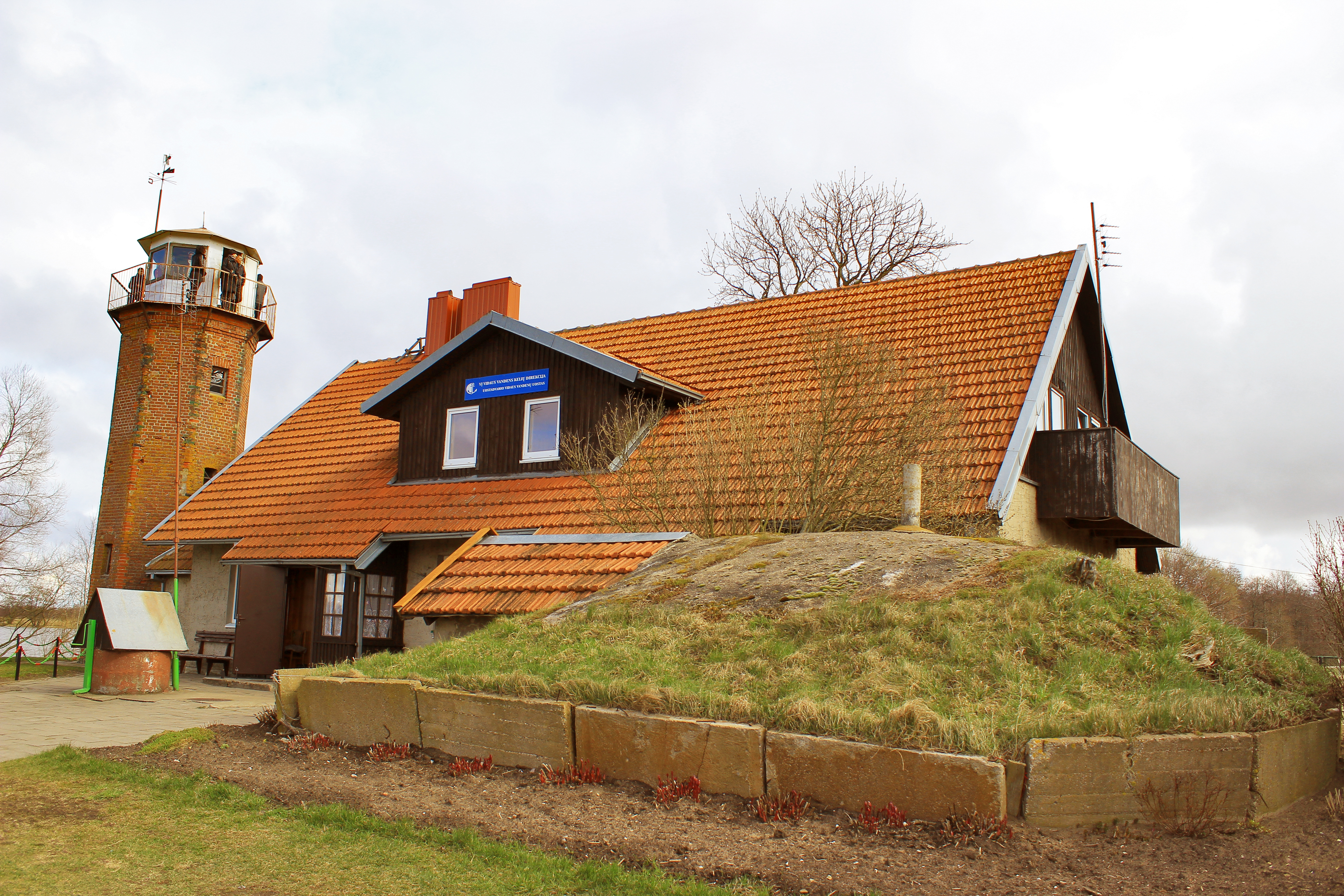
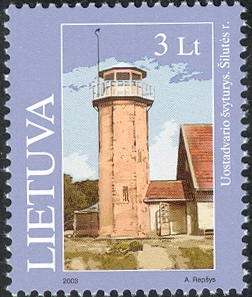

## Anmerkung
1. ↑  Mündungsarm der Memel